# Africa 1
Africa 1 var ett flygbolag från Kongo-Kinshasa mellan 2002 och 2009.